# キムリック (ネコ)
キムリック(Cymric)は、カナダ原産でマンクスに長毛種をかけ合わせてできた猫である。マンクスと同じく前肢より後肢の方が長く、ウサギがピョンピョン跳ねるように動くのと、モコモコしたぬいぐるみのような毛が特徴。イギリスのウェールズ地方で愛されている猫のため、キムリック（＝ウェールズ族の）と命名された。

## 概要
1960年代、マンクスの繁殖過程において偶然発生した。セミロングの被毛以外はコビータイプの体系、マンクスホップと呼ばれるウサギの跳ねるような歩き方、短めの前足と長めの後ろ足など、マンクスの性質を色濃く受け継いでいる。

## 性格
用心深く、引っ込み思案。見知らぬ飼い主以外の人間には懐きにくい反面、賢く、知性を備えているため飼い主に対しては忠誠を誓うように懐く。